# Dà zuì xiá
Dà zuì xiá (bra: O Grande Mestre Beberrão) é um filme de drama hong-konguês de 1966 dirigido e escrito por King Hu. Foi selecionado como representante de Hong Kong à edição do Oscar 1967, organizada pela Academia de Artes e Ciências Cinematográficas.

## Elenco
- Cheng Pei-pei - Golden Swallow
- Yueh Hua - Fan Da-pei
- Chan Hung-lit - Jade Faced Tiger
- Lee Wan-chung - Tiger Tsu Kan
- Yeung Chi-hing - Liao Kung